# ایکینجی علیجانلی
ایکینجی علیجانلی (به ترکی آذربایجانی: İkinci Əlicanlı) یک منطقه مسکونی در جمهوری آذربایجان است که در شهرستان زرداب واقع شده است. ایکینجی علیجانلی ۳۷۲ نفر جمعیت دارد.

## دین
در مسجد جامع ایکینجی علیجانلی یک هیئت مذهبی وجود دارد.